# Tzaneen
Tzaneen è un centro abitato del Sudafrica, situato nella provincia del Limpopo. 
È sede vescovile cattolica.